# Oligospermia
Oligospermia – zbyt niska liczba (mniej niż 20 mln./ml) plemników w nasieniu. Wyróżnia się oligospermię:
- ekstremalną – pojedyncze plemniki w ejakulacie
- bardzo ciężką
- ciężką
- lekką.

Przeczytaj ostrzeżenie dotyczące informacji medycznych i pokrewnych zamieszczonych w Wikipedii.